# Лабазник камчатский
Лаба́зник камча́тский, или Та́волга камча́тская, или Шелома́йник (лат. Filipéndula camtschática) — многолетнее травянистое растение рода Лабазник, или Таволга (Filipendula) семейства Розовые (Rosaceae), произрастающее по берегам рек на Дальнем Востоке России (Камчатка, Командорские острова, Сахалин, Курильские острова, Нижний Амур), а также в Японии: на островах Хоккайдо и северном Хонсю. Вид интродуцирован и местами натурализован в Норвегии, Швеции, Великобритании и Чехии.
Лабазник камчатский впервые описан немецким и русским естествоиспытателем и путешественником Петром Палласом под названием Spiraea kamtschatica.
Растения достигают высоты 3,5 метра. Соцветия щитковидно-метельчатые, цветки белые, 6-8 мм в диаметре. Период цветения длится с июля по август.
На Камчатке произрастает на берегах и в поймах рек, по окраинам болот, временами образует сплошные заросли, так называемые высокотравные шеломайниковые луга.
|                                                   |  |  |
| Слева направо: взрослое растение, соцветие, плоды |  |  |